# Смит, Эдриан Фредерик
Сэр Эдриан Фредерик Смит (англ. Adrian Smith; род. 9 сентября 1946, Доулиш, Девон) — британский статистик, руководитель Института Алана Тьюринга, президент Лондонского Королевского общества.

## Биография
Смит родился 9 сентября 1946 года в Доулише. Образование получил в Селвин-колледже и Университетском колледже Лондона, где его научным руководителем по работе над докторской диссертации был Деннис Линдли.
С 1977 по 1990 год был профессором статистики и заведующим кафедрой математики в Ноттингемском университете. Впоследствии работал в Имперском колледже в Лондоне, где возглавлял кафедру математики. Смит является бывшим заместителем вице-канцлера Лондонского университета и стал вице-канцлером университета 1 сентября 2012 года. Покинул этот пост в августе 2018 года, став директором Института Алана Тьюринга.
Смит является членом руководящего органа Лондонской школы бизнеса. С 1996 по 1998 год работал в Консультативном совете Управления национальной статистики, с 1991 по 1998 год был советником по статистике Инспекции по ядерным отходам, а с 1982 по 1987 год — советником по оперативному анализу Министерства обороны.
Бывший президент Королевского статистического общества. В 2001 году был избран членом Лондонского Королевского общества. При получении звания феллоу Королевского статистического общества был отмечен «его разнообразный вклад в байесовскую статистику. Его монографии являются наиболее полными из имеющихся, а его работа оказала большое влияние на разработку инструментов мониторинга для клиницистов».
В области теории статистики Смит является сторонником байесовской статистики и доказательной практики — общего распространения доказательной медицины на все сферы общественной политики. Вместе с Антонио Мачи он перевёл «Теорию вероятности» Бруно де Финетти на английский язык. В 1990 году вместе с Аланом Э. Гельфандом он написал влиятельную статью, в которой обратил внимание на важность метода выборки Гиббса для задач численного интегрирования Байеса. Он также был соавтором фундаментальной статьи о фильтре частиц (Gordon, Salmond and Smith, 1993).
В области математического и статистического образования Смит возглавлял группу, подготовившую доклад Смита о среднем математическом образовании в Великобритании.
В апреле 2008 года Смит был назначен генеральным директором по науке и исследованиям в Департаменте по инновациям, университетам и навыкам (впоследствии объединённом с другими департаментами в BEIS). Вступил в должность в сентябре 2008 года. Его годовое вознаграждение за эту должность составляет 160 000 фунтов стерлингов.
В 2011 году Смит был посвящен в рыцари в рамках New Year Honours. В 2023 году был гостем программы The Life Scientific на BBC Radio 4.

### Почетные докторские степени
В 2011 году Смит был удостоен звания почетного доктора наук Плимутского университета, в 2015 году — почётного доктора наук Университета штата Огайо, а в 2020 году — почётного доктора Honoris Causa Федерального университета Рио-де-Жанейро. Также был удостоен звания почётного доктора наук от Городского университета, Университета Лафборо, Университета королевы Марии и Лондонского университета.